# Sir Lucious Left Foot: The Son of Chico Dusty
Sir Lucious Left Foot: The Son of Chico Dusty  — дебютный сольный студийный альбом американского рэпера и участника группы OutKast Big Boi, вышедший 5 июля 2010 года на Purple Ribbon Records и Def Jam Recordings. Альбом создавался на студии записи Stankonia в городе Атланта в течение 2007 - 2010 года, и при участии нескольких продюсеров: Organized Noize, Скотта Сторча, Салаама Реми, Mr. DJ и André 3000. Создание пластинки было омрачено конфликтом Big Boi и его бывшего лейбла - Jive Records, возникшего по поводу коммерческого результата и музыкального содержания.
Sir Lucious Left Foot: The Son of Chico Dusty дебютировал на 3 месте американского чарта Billboard 200, разойдясь тиражом в 62 000 копии за первую неделю. Всего пластинка провела в этом чарте 13 недель, получив за рубежом меньший успех. Музыкальная пресса положительно отнеслась к творению Big Boi, отметив инновационный звук, музыкально разнообразие и лирику музыканта.

## Коммерческое выступление
Альбом дебютировал на 3 месте Billboard 200, разойдясь за первую неделю тиражом в 62 000 копии. Также он попал на 2 место Billboard́s Digital Albums  и 3 место чартов R&B/Hip-Hop Albums и Rap Albums. Проведя 13 недель в чарте Billboard 200, к 26 сентября пластинка разошлась тиражом в 175 000 копий на территории США, согласно данным Nielsen SoundScan.
В Канаде Sir Lucious Left Foot дебютировал на 20 месте местном чарте Top 100 Albums. В Великобритании дебютанту досталось 80 место в Top 100 Albums, и 14 - в Top 40 RnB Albums. На второй недели пластинка вылетела из Top 100. В Швейцарии она попала на 99 место, а в Норвегии - 19. В Норвегии альбом смог достичь 16 места, что состоялось на 2 неделе, и провёл в чарте 8 недель. В Австралии альбом попал на 33 место в чарте ARIA Top 50, и пятое - в чарте 40 Urban Albums.

## Список композиций
Нижестоящий список композиций был согласован Pitchfork Media и официальным сайтом Big Boi.
| №   | Название                                                                         | Автор(ы)                                                                               | Продюсер(ы)                              | Длительность |
| --- | -------------------------------------------------------------------------------- | -------------------------------------------------------------------------------------- | ---------------------------------------- | ------------ |
| 1.  | «Feel Me (Intro)»                                                                |                                                                                        | Malay                                    | 1:28         |
| 2.  | «Daddy Fat Sax»                                                                  | Antwan Patton, David Sheats                                                            | Mr. DJ                                   | 2:36         |
| 3.  | «Turns Me On» (при участии Sleepy Brown & Joi)                                   | Patton, Rico Wade, Raymon Murray, Joi Gilliam, Dave Robbins, Wallace Khatib            | Organized Noize                          | 3:29         |
| 4.  | «Follow Us» (при участии Vonnegutt)                                              | Patton, Salaam Remi, Neil Garrard                                                      | Salaam Remi                              | 3:35         |
| 5.  | «Shutterbugg» (при участии Cutty)                                                | Patton, Scott Storch, Ricardo Lewis, Christopher Carmouche                             | Скотт Сторч, Big Boi (co)                | 3:35         |
| 6.  | «General Patton» (feat. Big Rube)                                                | Patton, Joshua Adams, Ruben Bailey                                                     | Jbeatzz, Big Boi                         | 3:12         |
| 7.  | «Tangerine» (feat. T.I. & Khujo Goodie)                                          | Patton, Willie Knighton, Terrence Culbreath, Clifford Harris                           | Terrence "Knightheet" Culbreath, Big Boi | 4:14         |
| 8.  | «You Ain't No DJ» (при участии Yelawolf)                                         | Patton, André Benjamin, Michael Atha                                                   | André 3000                               | 5:31         |
| 9.  | «Hustle Blood» (при участии Джейми Фокса)                                        | Patton, Jonathan Smith, Sean Garrett, Carmouche, Craig Love                            | Lil Jon                                  | 4:00         |
| 10. | «Be Still» (при участии Janelle Monáe)                                           | Patton, Ricky Walker, Jeron Ward, William White, Janelle Robinson, Nathaniel Irvin III | Royal Flush                              | 5:10         |
| 11. | «Fo Yo Sorrows» (при участии Джорджа Клинтона, Too Short & Sam Chris)            | Patton, Wade, Murray, Samuel Christian, George Clinton, Jr.                            | Organized Noize, Big Boi (co)            | 3:42         |
| 12. | «Night Night» (при участии B.o.B & Joi)                                          | Patton, Harvey Miller, Gilliam, Bobby Simmons, Clarence Montgomery                     | DJ Speedy, Big Boi (co)                  | 3:45         |
| 13. | «Shine Blockas» (при участии Gucci Mane)                                         | Patton, Radric Davis                                                                   | DJ Cutmaster Swiff, Big Boi (co)         | 3:45         |
| 14. | «The Train, Pt. 2 (Sir Lucious Left Foot Saves the Day)» (при участии Sam Chris) | Patton, Wade, Murray, Christian, Melanie Smith, David Brown                            | Organized Noize, Big Boi (co)            | 5:20         |
| 15. | «Back Up Plan»                                                                   | Patton, Wade, Murray, Mike Patterson                                                   | Organized Noize, Big Boi (co)            | 3:43         |

* (co) Сопродюсер
Делюкс издание
| №                   | Название                                                              | Автор(ы)                                           | Продюсер(ы)                      | Длительность |
| ------------------- | --------------------------------------------------------------------- | -------------------------------------------------- | -------------------------------- | ------------ |
| 16.                 | «Theme Song»                                                          | Patton, Wade, Murray, Marqueze Ethridge, Dre Allen | Organized Noize, Big Boi (co)    | 3:48         |
| 17.                 | «Shine Blockas (Remix)» (приу частии Gucci Mane, Bun B & Project Pat) | Patton, Davis, Gamble, Huff                        | DJ Cutmaster Swiff, Big Boi (co) | 3:46         |
| Общая длительность: | Общая длительность:                                                   | Общая длительность:                                | Общая длительность:              | 64:39        |

| №  | Название                 | Длительность |
| -- | ------------------------ | ------------ |
| 1. | «Shutterbugg (Видео)»    |              |
| 2. | «Shine Blockas (Видео)»  |              |
| 3. | «Fo Yo Sorrows (Видео)»  |              |
| 4. | «Follow Us (Видео)»      |              |
| 5. | «General Patton (Видео)» |              |

## Чарты

### Места в чартах
| Чарт(2010)                      | Наивысшее место |
| ------------------------------- | --------------- |
| Австралия                       | 33              |
| Канада                          | 20              |
| Норвегия                        | 16              |
| Швейцария                       | 99              |
| UK Albums Chart                 | 80              |
| UK R&B Chart                    | 14              |
| US Billboard 200                | 3               |
| US Billboard R&B/Hip-Hop Albums | 3               |
| US Billboard Rap Albums         | 3               |

### Чарты за год
| Чарт (2010)                     | Место |
| ------------------------------- | ----- |
| US Billboard 200                | 183   |
| US Billboard R&B/Hip-Hop Albums | 41    |
| US Billboard Rap Albums         | 17    |